# Far Away (Tyga)
Far Away è un singolo del rapper statunitense Tyga, pubblicato nel 2011 ed estratto dall'album Careless World: Rise of the Last King. Il brano è stato realizzato con la collaborazione del cantante Chris Richardson.

## Tracce
- Download digitale

1. Far Away (featuring Chris Richardson) – 3:27